# Mary Scullion

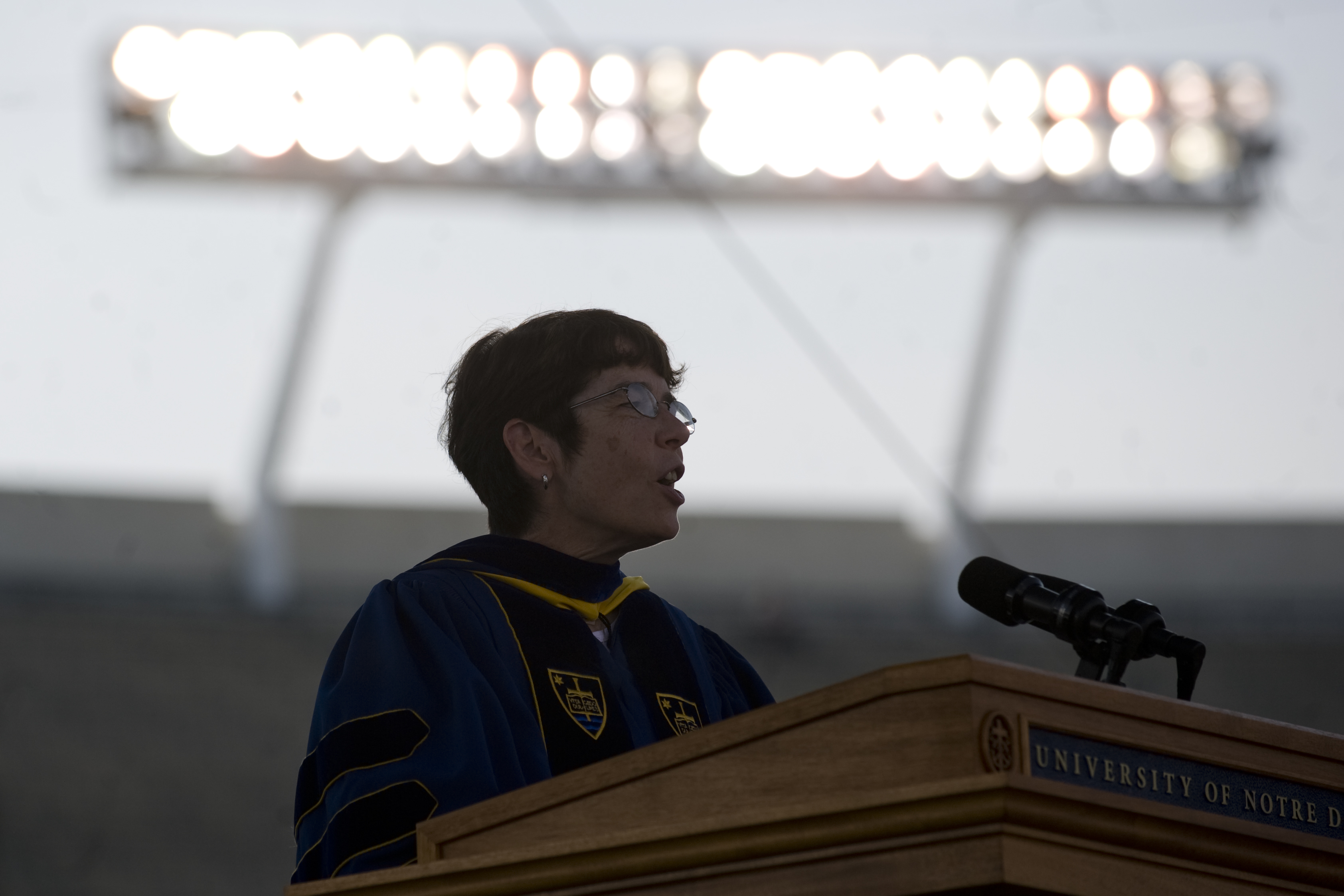
Mary Scullion 2011.

Mary Scullion är en nunna ifrån Philadelphia. Hon är amerikanska med irländska föräldrar.   1976 började hon arbeta med hemlösa. Hon kom först i kontakt med dessa grupper när hon studerade vid  St. Joseph’s University.  Hon har tillsammans med Joan McConnon startat organisationen H.O.M.E (Housing, Opportunities for Employment, Medical Care, Education). 2009 blev hon utnämnd av TIME magazine till en av de 100 mest inflytelserika personerna under 2009.